# Pałac Potockich w Międzyrzecu Podlaskim

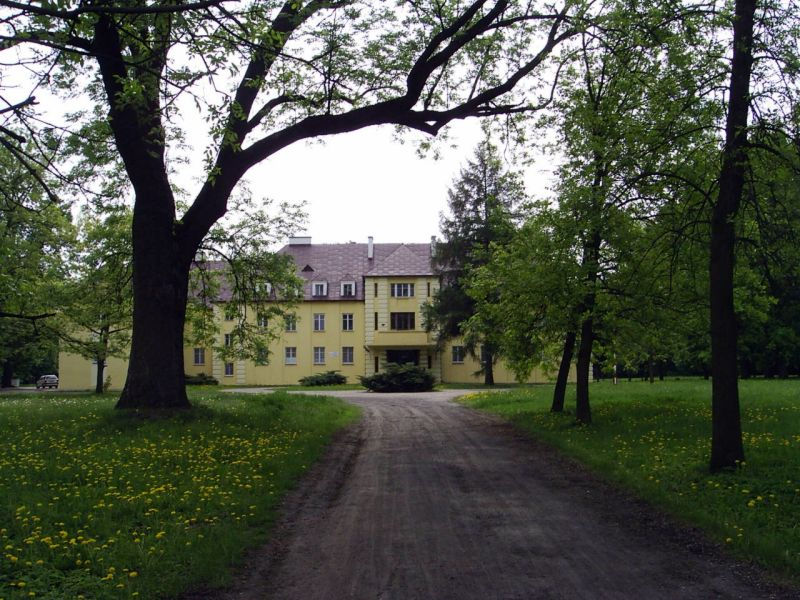
Fasada pałacu Potockich herbu Pilawa

Pałac Potockich w Międzyrzecu Podlaskim – pałac wybudowany dla hr. Aleksandry Potockiej, właścicielki Ordynacji Międzyrzeckiej, w 1852 roku przez architekta Franciszka Marię Lanciego. Pałac uległ spaleniu w 1918, jednak został odbudowany w latach 1922–1928.
Po wojnie w pałacu mieścił się Dom dziecka (do 2001 roku) i siedziba Zamiejscowego Ośrodka Dydaktycznego Katolickiego Uniwersytetu Lubelskiego.
Nie należy mylić tego pałacu z Pałacem Czartoryskich w Międzyrzecu Podlaskim i z zamkiem w Międzyrzecu Podlaskim.
Po gruntownym remoncie, w lutym 2024 roku pałac ponownie został oddany do użytku na potrzeby działalności Miejskiego Ośrodka Kultury. Swoje miejsce znalazły tu Galeria ES oraz wystawa rzeźb pochodzącego z Międzyrzeca Podlaskiego Henryka Burzca; 12 grudnia 2024 w centralnym punkcie parku odsłonięto jego rzeźbę „Kwiat Cywilizacji”.